# На Вектия
«На Ве́ктия» (лат. Ad Vectium) — условное название стихотворения римского поэта Гая Валерия Катулла, включённого в состав посмертного сборника («Книги Катулла Веронского») под номером 98. Автор здесь обращается к некоему Вектию, которого причисляет к «болтунам и шутам».
Об адресате больше ничего не известно. Существует мнение, что Вектия следует отождествить с Луцием Веттием — доносчиком, заявившим в 59 году до н. э. о существовании аристократического заговора и вскоре умершим в тюрьме.